# Фрай, Вильгельм
Вильгельм Фридрих Фрай (нем. Wilhelm Friedrich Frey; 4 июня 1826, Карлсруэ, Баден — 4 февраля 1911, Мангейм, Германия) — немецкий анималист и пейзажист Мюнхенской школы, профессор (1906), директор Великогерцогской галереи в Мангейме (1895).

## Биография
В последние годы учёбы в лицее начал посещать рисовальную школу Карла Копмана. В 1845—1852 учился в Мюнхенской академии художеств, где присоединившись к Генриху Гейнлейну, вдохновенно рисовал высокогорные пейзажи с животными и людьми. В его работах этого периода ощутимо влияние Роберта Эберле и Фридриха Вольца.
В то же время, имея прекрасный баритон, он брал уроки вокала в Мюнхенской консерватории. В 1855—1869 годах, не прекращая рисовать, с успехом выступал на оперных сценах Мангейма, Шверина, Берлина, Бреслау и Майнингена.

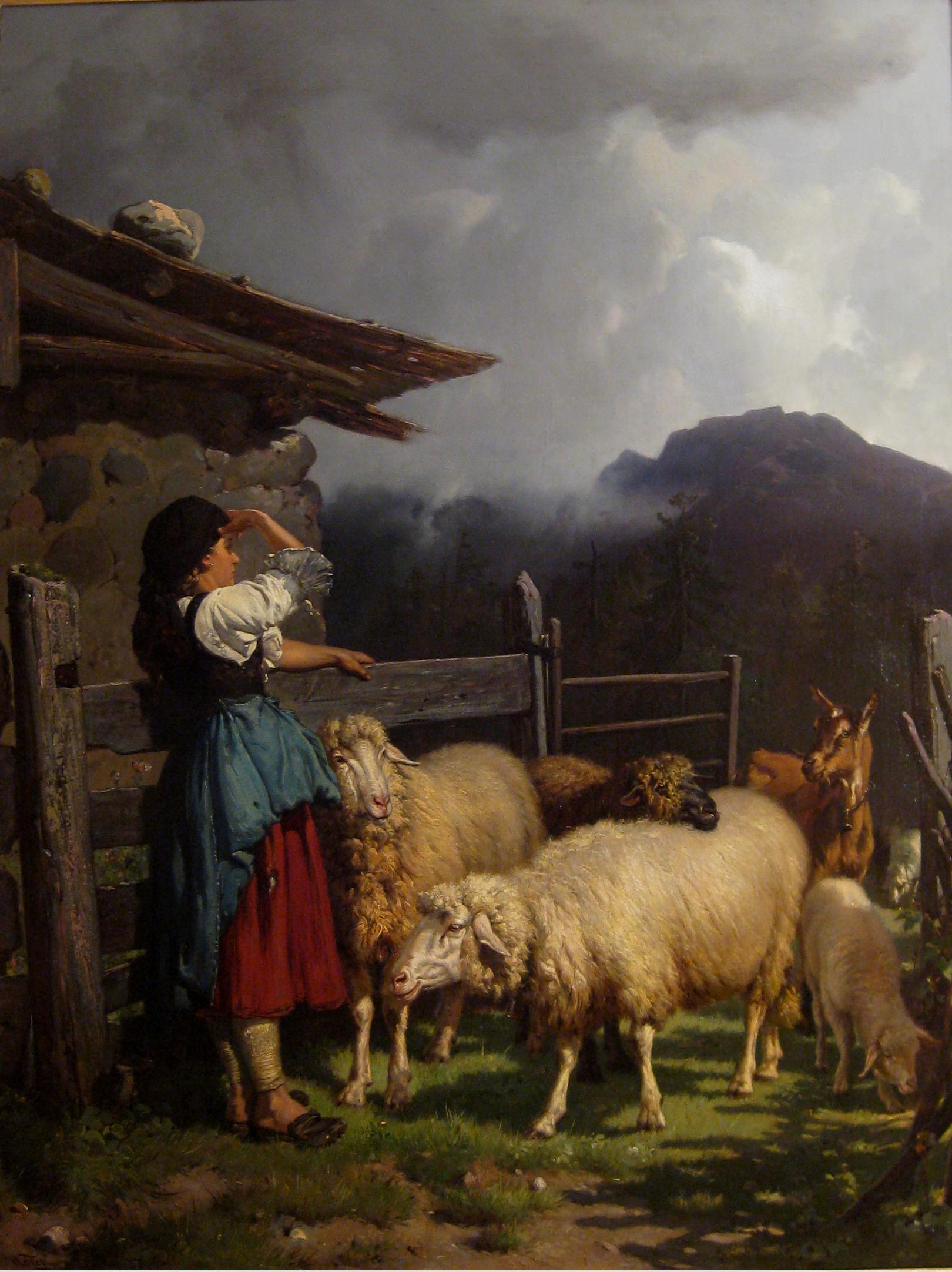
«Пастушка у своей хижины в преддверии грозы и возвращающееся стадо», 1872 год

В конце 1869 года переселился на берег Ахенского озера, где занялся изучением быта, домашних животных и ландшафтов Баварских Альп. С 1870 года регулярно участвует в выставках живописи в Мюнхене и Берлине. Много путешествует: 1874 — Фегезак под Бременом, 1882 — голландский Катвейк, 1885 и 1886 — Швейцарские и Австрийские Альпы, 1887 — побережье Балтийского моря, 1891 и 1892 — Нордернай, 1894 — долины рек Изар и Инн. В 1895, 1901 и 1903 годах месяцами живёт и работает в Лилиентале в окрестностях Ворпсведе.
Хотя Фрай был в первую очередь анималистом и пейзажистом, но среди его работ также есть портреты и жанровые рисунки.
Его ранние работы конца 60-х отражают технику и дух Мюнхенской школы, что уже в начале 70-х перерастает в абсолютный академический реализм с тонким колоритом. В 90-е годы, под влиянием прибрежных ландшафтов севера Германии, характерны поиски цвета и движения воздуха, — Фрай заостряет внимание на драматической игре облаков и ветра. В этот период интересен его цикл, представляющий типичные породы охотничьих собак. Преклонные годы характерны мотивами Боденского озера, окрестностей Рейна и Ворпсведе, высокогорных Альп.
Его работы представлены в музеях Карлсруэ, Майнца, Мангейма, Ростока и частных коллекциях в Европе и Америке. Характерные и лучшие работы были представлены в знаменитых сборниках живописи «Kunst für Alle» за 1889, 1890, 1891, 1894 годы и «Seemanns Meister der Farbe VIII» (1911, Heft 96).

## Семья
Первый брак Фрая был с актрисой Матильдой Уге (1833—1878), дочерью балетмейстера и хореографа Мишеля Франсуа Уге. Овдовев, в 1879 году он женился на Софи Блок (1842—1918), дочери помещика из Шверина. У пары родился сын Александр Мориц Фрай, который стал писателем.